# Sant Esteve Sesrovires
Sant Esteve Sesrovires est une commune espagnole de la province de Barcelone (Catalogne) de la comarque de Baix Llobregat.

## Personnalités
- Rosalia Vila i Tobella, dite Rosalía, née le 25 septembre 1992 à Sant Esteve Sesrovires, est une auteur-compositrice-interprète et chanteuse espagnole connue mondialement.

## Jumelage
Sant Esteve Sesrovires est jumelée depuis le 22 juin 2013 à Champniers en Charente, commune de la périphérie d'Angoulême.